# Гайда (единица)
Гайда (англ. hide, англосакс.: hϊd или hiwisc; лат. carrucate) — единица величины земельных участков в англосаксонской Британии (за исключением Кента и территорий датского права). Одна гайда представляла собой величину обрабатываемого земельного участка, достаточного для содержания одной семьи свободного крестьянина (керла).
Реальная площадь гайды варьировалась в зависимости от региона: так в Кембриджшире и, вероятно, в других среднеанглийских областях обычная гайда достигала 120 акров пахотной земли, в то время как в Уилтшире и Дорсете — лишь 40 акров. При этом акр здесь понимается не как единица площади, равная 4840 квадратным ярдам, а как пространство, которое можно вспахать за день на восьми быках. Различие в площади гайд в разных регионах объяснялось тем, что гайда была фактически не единицей площади земли, а единицей её продуктивности. Первоначально гайда представляла собой земельное владение одного свободного земледельца или одной семьи, соответственно обязанности свободных земледельцев в ранних англосаксонских королевствах (военная служба в фирде, продуктовая рента королю, содержание мостов и замков) распределялись по гайдам. В дальнейшем практика оценки земель в фискальных и иных государственных целях по гайдам сохранилась, несмотря на то, что сами гайды перестали принадлежать одной семье.
В конце англосаксонского периода гайда стала, фактически, единицей обложения земельных владений государственными или феодальными повинностями: так при Ательстане от каждых пяти гайд земли выставлялся один вооружённый солдат в королевское ополчение, а при сборе датских денег с каждой гайды уплачивалось два шиллинга. Гайда также имела административно-территориальную функцию: поселениям англосаксов в зависимости от их величины присваивалось пять, десять, двадцать или более (но кратно пяти) гайд, в соответствии с количеством которых конкретная деревня или местечко несли повинности в пользу короля; территории с населением, соответствующим 100 гайдам, образовывали сотню, сотни, в свою очередь, группировались в графства.
Гайда сохранила своё фискальное значение и некоторое время после нормандского завоевания Англии. Ещё в «Книге Страшного суда» (1086 год) гайда играет роль единицы оценки и обложения земель в южной и средней Англии (за исключением Кента и Данелага).
Одна четвёртая часть гайды называлась виргатой и являлась базовой единицей земельного надела феодально зависимого крестьянства (англосаксонских гебуров, а после нормандского завоевания — вилланов).

## Читать также
- Гуревич А. Я. Из истории имущественного расслоения общинников в процессе феодального развития Англии. // Средние века. — 1955. — № VIII.
- Соколова М. Н. Свободная община и процесс закрепощения крестьян в Кенте и Уэссексе в VII—X вв. // Средние века. — 1955. — № VI.
- Tait, J. Large Hides and Small Hides (англ.). — 1902.